# ماركوس بنجامين
ماركوس بنجامين (بالإنجليزية: Marcus Benjamin)‏ هو مؤرخ وكيميائي أمريكي، ولد في 1857، وتوفي في 1932.